# Harry Kendall Thaw
Harry Kendall Thaw (Allegheny City, 12 febbraio 1871 – Miami, 22 febbraio 1947) è stato un criminale statunitense.

## Biografia
Thaw era l'erede di una delle famiglie più ricche degli Stati Uniti, con immensi investimenti nelle miniere e nelle ferrovie.
È passato alla storia per essere stato l'assassino dell'architetto Stanford White, ucciso al Madison Square Garden il 25 giugno del 1906 e per tutto lo scandalo che ne seguì.
Harry era stato un bambino fragile e molto irritabile. Soffriva di un grave ritardo nella parola e manifestò fin dall'infanzia atteggiamenti disturbati, al punto che i genitori fecero in modo che il patrimonio di famiglia non finisse mai nelle sue mani.
Il 13 aprile 1905 Thaw sposò, a Pittsburgh, Evelyn Nesbit, ex ballerina del noto musical newyorkese Florodora.
Quando la sposò, Evelyn aveva ventun anni e qualche anno prima aveva avuto un rapporto molto particolare con l'architetto Stanford White, molto più vecchio di lei. Questo comportò un ennesimo motivo di squilibrio per la psiche già fragile di Thaw che, per tutta la vita matrimoniale, fu tormentato dalla figura di White e dai rapporti tra lui ed Evelyn.
La sera del 25 giugno 1906, durante uno spettacolo al Madison Square Garden, Thaw si avvicinò a Stanford White e, estratto un revolver, fece fuoco ripetutamente uccidendolo.
La famiglia Thaw riuscì a far ottenere ad Harry l'infermità mentale, evitandogli la sedia elettrica.
Nel 1917 una perizia medica lo giudicò sano di mente e gli fu concessa la libertà.
Fino al giorno della sua morte, avvenuta per arresto cardiaco a Miami il 22 febbraio del 1947, Harry K. Thaw fu processato più volte, sempre a causa della sua natura violenta e delle sue perversioni sessuali.
Della vicenda trattano i film L'altalena di velluto rosso e Ragtime. Nel primo, il suo personaggio è interpretato da Farley Granger, nel secondo da Robert Joy.